# Marathonlauf-Länderkampf der Männer 1976 Tschechoslowakei – BR Deutschland – Frankreich – Italien
| 10. Leichtathletik-Länderkampf mit bundesdeutscher Beteiligung 1976                         | 10. Leichtathletik-Länderkampf mit bundesdeutscher Beteiligung 1976 |
| ------------------------------------------------------------------------------------------- | ------------------------------------------------------------------- |
|                                                                                             |                                                                     |
| Marathonlauf-Vergleich der Männer: Tschechoslowakei – BR Deutschland – Frankreich – Italien |                                                                     |
| Austragungsort                                                                              | Otrokovice                                                          |
| Wettbewerbe                                                                                 | 1                                                                   |
| Datum                                                                                       | 12. Juni                                                            |
| 1. ITA 2. FRA 3. FRG 4. CSK                                                                 | Pzf. 045 Pzf. 073 Pzf. 075 Pzf. 107                                 |
| Chronik                                                                                     |                                                                     |
| ← FRG-FIN 10kampf (M)                                                                       | SUI-FRG (M) →                                                       |

Im zehnten Vergleich des Länderkampfjahres 1976 kam es am 12. Juni zum dritten Vierländerkampf im Marathonlauf der Männer zwischen der Tschechoslowakei, der Bundesrepublik Deutschland, Frankreich und Italien. Die erste Begegnung 1974 hatte die Bundesrepublik für sich entschieden, die zweite war im Vorjahr an die Tschechoslowakei gegangen. Die diesjährige Veranstaltung wurde am 12. Juni im tschechoslowakischen Otrokovice ausgetragen.

## Modus
Für jede Mannschaft waren acht Läufer startberechtigt, von denen die sechs Besten gewertet wurden. Die Wertung für den Ländervergleich erfolgte über die Platzziffer, das heißt der erreichte Platz in der Einzelwertung entsprach dem jeweils vergebenen Punkt. Die Reihenfolge im Länderkampf wurde bestimmt durch die Punktzahl angefangen beim niedrigsten Wert für Rang eins bis hin zum höchsten Wert für Rang vier.

## Ergebnis
Den Einzelsieg sicherte sich ein italienischer Läufer. Mit den Rängen fünf bis acht gingen weitere vordere Platzierungen an die italienischen Vertreter. Nur der letzte der gewerteten Italiener war als Achtzehnter nicht mit vorne dabei. Mit Platzziffer 45 gewann Italien diesen Länderkampf sehr klar. Frankreich kam mit Platzziffer 73 auf den zweiten Platz. Nur zwei Punkte dahinter belegte die Bundesrepublik Deutschland Rang drei. Die im Vorjahr siegreichen Tschechoslowaken – in diesem Jahr Gastgeber – wurden mit Platzziffer 107 Vierter und Letzter.

## Legende
Kurze Übersicht zur Bedeutung der Symbolik – so üblicherweise auch in sonstigen Veröffentlichungen verwendet:
| DNF | nicht im Ziel (did not finish) |

## Resultat

### Marathonlauf
| Platz | Athlet               | Land | Zeit (s)  |
| ----- | -------------------- | ---- | --------- |
| 01    | Paolo Accaputo       | ITA  | 2:17:30,6 |
| 02    | Fernand Kolbeck      | FRA  | 2:17:58,4 |
| 03    | Josef Jänsky         | CSK  | 2:18:10,0 |
| 04    | Bernard Caraby       | FRA  | 2:19:48,8 |
| 05    | Umberto Risi         | ITA  | 2:20:49,2 |
| 06    | Alessandro Cervigni  | ITA  | 2:20:55,2 |
| 07    | Carlo Montagnino     | ITA  | 2:21:00,0 |
| 08    | Luciano Ceny         | ITA  | 2:21:03,0 |
| 09    | Reinhard Leibold     | FRG  | 2:21:08,4 |
| 10    | Winfried Hellwig     | FRG  | 2:21:31,2 |
| 11    | Heinz Kubett         | FRG  | 2:22:07,8 |
| 12    | Wolfgang Siefert     | FRG  | 2:22:21,2 |
| 13    | André Lacour         | FRA  | 2:22:37,0 |
| 14    | Sylvain Cacciatore   | FRA  | 2:22:43,2 |
| 15    | Jaroslav Kocourek    | CSK  | 2:22:51,6 |
| 16    | Günter Schmitt       | FRG  | 2:23:05,0 |
| 17    | Helmut Jesberg       | FRG  | 2:23:16,2 |
| 18    | Luciano Mazzanti     | ITA  | 2:23:24,0 |
| 19    | Jean Jacques Prianon | FRA  | 2:23:24,2 |
| 20    | Jan Suchý            | CSK  | 2:23:42,6 |
| 21    | Gérard Margerit      | FRA  | 2:23:55,6 |
| 22    | Miroslav Krsek       | CSK  | 2:24:19,8 |
| 23    | Robert Eiermann      | FRG  | 2:25:13,4 |
| 24    | Ondrei Zelenansky    | CSK  | 2:26:13,4 |
| 25    | Mohamed Kheddar      | FRA  | 2:26:28,8 |
| 26    | Petr Ondrášek        | CSK  | 2:26:36,8 |
| 27    | Jiří Stehlik         | CSK  | 2:28:00,2 |
| 28    | Pierre Bernabey      | FRA  | 2:30:48,8 |
| 29    | Karel Nečas          | CSK  | 2:32:24,6 |
| DNF   | Aneglio Bocci        | ITA  |           |
| DNF   | Olympio Paolinelli   | ITA  |           |
| DNF   | Jochen Schirmer      | FRG  |           |